# أوتو إرنست ريمر
أوتو إرنست ريمر (بالألمانية: Otto Ernst Remer) ، من مواليد 18 أغسطس 1912 ، وتوفي بتاريخ 4 أكتوبر عام 1997م ، انضم أوتو إلى الجيش الألماني منذ عام 1930م إلى 1945م ، وكان أوتو لعب دوراً هاماً لإفشال عملية اغتيال أدولف هتلر بتاريخ 20 يوليو عام 1944م ، وبعد الحرب العالمية الثانية ، كون أوتو الأب الروحي لإحياء النازية ، وكان أحد الشخصيات الذين أنكروا المحرقة.

## بعد الحرب العالمية الثانية
أسس أوتو ورفاقه الحزب الاشتراكي للرايخ الثالث ، والتي تعتمد على الفكرة النازية عام 1950م ، وتجمعوا حول الحزب الاشتراكي من المجموع 360 ألف شخص المؤيدين للنازية ، وذلك في ولاية سكسونيا وشليسفيغ هولشتاين ، وفاز أوتو بستة عشر مقعداً ، إلا أن الحكومة الألمانية الحليفة للولايات المتحدة منعت أي نشاط لإحياء النازية عام 1952م ، وزعم بعض التقارير أن الحزب الاشتراكي للرايخ تلقت تمويلاً من الاتحاد السوفييتي ، وكان أوتو أتهم الحكومة الأمريكية بوضع غرف الغاز وهمية وأفلام مفبركة عن معسكرات الاعتقال ، وكانت ألمانيا الغربية وجهت اتهاماً لأوتو ريمر بأنه وراء إنشاء الحزب وأن أحد مقر أحزابه في كونتيسة كانت مخبأة ، فاضطر أوتو مغادرة ألمانيا متجهة إلى مصر.

### مصر
عمل أوتو منصب أحد المستشارين للرئيس المصري جمال عبد الناصر ، وعمل مع بعض الزملاء الألمان الذين عملوا فترة الحكم النازي ، ودعمهم لبعض تكنلوجيا السلام وتصديره لأحد البلدان العربية.

### سوريا
في عام 1956م ، أستمر ريمر في العاصمة السورية دمشق ، واستمرارية تصديره للأسلحة ، وكان جبهة التحرير الوطني الجزائرية تلقت تمويلاً منها.
في عام 1956، بدأت ريمر العمليات في دمشق، واستمرار انتشار الأسلحة. وكان حزب جبهة التحرير الوطني الجزائرية واحدة من زبائنه الرئيسي. [1]

## وفاته
توفي في إسبانيا عام 1997م.